# Stadio Al-Bayt
Lo stadio Al-Bayt (in arabo استاد البيت‎?, Istād al-Bayt) è uno stadio situato ad Al Khor, nel nord est del Qatar, a 35 km dalla capitale Doha.
Progettato con la forma di una tenda beduina, con una capienza di 60 000 posti, lo stadio ha ospitato alcune partite della Coppa araba FIFA 2021. La prima partita della competizione tenutasi nello stadio qatariota è stata il 30 novembre 2021 e ha visto i padroni di casa sfidare la formazione del Bahrein. Lo stadio ha ospitato anche altri quattro incontri della Coppa araba tra cui la finale tenutasi il 18 dicembre tra le nazionali di Tunisia e Algeria, vinta da quest'ultima per 2-0.
L'Al-Bayt è uno degli stadi che hanno ospitato il campionato mondiale di calcio 2022, fra cui la partita inaugurale tra Qatar e Ecuador, disputatasi il 20 novembre 2022, vinta dai sudamericani per 2-0.
Lo stadio è stato costruito da una joint venture tra le aziende italiane Webuild e Cimolai.

## Le partite
| Data                  | Giornata         | Partita     | Partita      | Partita             | Spettatori |
| --------------------- | ---------------- | ----------- | ------------ | ------------------- | ---------- |
| Coppa araba FIFA 2021 |                  |             |              |                     |            |
| 30 novembre 2021      | Gruppo A         | Qatar       | 1–0          | Bahrein             | 47 813     |
| 3 dicembre 2021       | Gruppo B         | Siria       | 2–0          | Tunisia             | 15 913     |
| 6 dicembre 2021       | Gruppo A         | Qatar       | 3–0          | Iraq                | 23 008     |
| 10 dicembre 2021      | Quarti di finale | Qatar       | 5–0          | Emirati Arabi Uniti | 63 439     |
| 18 dicembre 2021      | Finale           | Tunisia     | 0–2 (d.t.s.) | Algeria             | 60 456     |
| Qatar 2022            |                  |             |              |                     |            |
| 20 novembre 2022      | Gruppo A         | Qatar       | 0–2          | Ecuador             | 67 372     |
| 23 novembre 2022      | Gruppo F         | Marocco     | 0–0          | Croazia             | 59 407     |
| 25 novembre 2022      | Gruppo B         | Inghilterra | 0–0          | Stati Uniti         | 68 463     |
| 27 novembre 2022      | Gruppo E         | Spagna      | 1–1          | Germania            | 68 895     |
| 29 novembre 2022      | Gruppo A         | Paesi Bassi | 2–0          | Qatar               | 66 784     |
| 1º dicembre 2022      | Gruppo E         | Costa Rica  | 2–4          | Germania            | 67 054     |
| 4 dicembre 2022       | Ottavi di finale | Inghilterra | 3–0          | Senegal             | 65 985     |
| 10 dicembre 2022      | Quarti di finale | Inghilterra | 1–2          | Francia             | 68 895     |
| 14 dicembre 2022      | Semifinale       | Francia     | 2–0          | Marocco             | 68 294     |